# ポドフィルム
ポドフィルム（剥度比爾謨、学名: Podophyllum peltatum）は、メギ科の多年草。別名アメリカミヤオソウ、アメリカハッカクレン（亜米利加八角蓮）。

## 特徴
原産地は北米。開花期は春～初夏で白色の花が咲く。
根はポドフィルム根といい、これより抽出した樹脂をポドフィルム脂という。これらには瀉下作用がある。また、ポドフィロトキシンという物質を含むが、この誘導体が抗悪性腫瘍剤のエトポシドである。
本種は北米でmandrakeと呼ばれるが、ナス科マンドラゴラ属のマンドレイクとは別種。